# RAR-srodni orfan receptor beta
RAR-srodni orfan receptor beta (ROR-beta), ili NR1F2 (nuklearni receptor potfamilije 1, grupe F, član 2), je nuklearni receptor kodiran genom .
Protein kodiran ovim genom je član NR1 potfamilije nuklearnih hormonskih receptora. To je DNA-vezujući protein koji se može vezati kao monomer ili homodimer za elemente hormonskog odgovora uzvodno od nekoliko gena da bi pojačao ekspresiju tih gena. Specifične funkcije ovog proteina su nepoznate, ali se zna da ima interakciju sa NM23-2, nukleozid difosfat kinazom koja učestvuje u organogenezi i diferencijaciji.

## Interakcije
Za RAR-srodni orfan receptor beta pokazano da uspostavlja interakciju sa NME1.

## Literatura
- Beeson WM, Perry TW, Zurcher TD (1977). „Effect of supplemental zinc on growth and on hair and blood serum levels of beef cattle.”. J. Anim. Sci. 45 (1): 160—5. PMID 885817.
- Giguère V; Tini M; Flock G;  . (1994). „Isoform-specific amino-terminal domains dictate DNA-binding properties of ROR alpha, a novel family of orphan hormone nuclear receptors.”. Genes Dev. 8 (5): 538—53. PMID 7926749. doi:10.1101/gad.8.5.538.
- Carlberg C; Hooft van Huijsduijnen R; Staple JK;  . (1994). „RZRs, a new family of retinoid-related orphan receptors that function as both monomers and homodimers.”. Mol. Endocrinol. 8 (6): 757—70. PMID 7935491. doi:10.1210/me.8.6.757.
- Greiner EF; Kirfel J; Greschik H;  . (1996). „Functional analysis of retinoid Z receptor beta, a brain-specific nuclear orphan receptor.”. Proc. Natl. Acad. Sci. U.S.A. 93 (19): 10105—10. PMID 8816759. doi:10.1073/pnas.93.19.10105.
- Paravicini G, Steinmayr M, André E, Becker-André M (1996). „The metastasis suppressor candidate nucleotide diphosphate kinase NM23 specifically interacts with members of the ROR/RZR nuclear orphan receptor subfamily.”. Biochem. Biophys. Res. Commun. 227 (1): 82—7. PMID 8858107. doi:10.1006/bbrc.1996.1471.
- Bonaldo MF, Lennon G, Soares MB (1997). „Normalization and subtraction: two approaches to facilitate gene discovery.”. Genome Res. 6 (9): 791—806. PMID 8889548. doi:10.1101/gr.6.9.791.
- Park HT; Baek SY; Kim BS;  . (1997). „Developmental expression of 'RZR beta, a putative nuclear-melatonin receptor' mRNA in the suprachiasmatic nucleus of the rat.”. Neurosci. Lett. 217 (1): 17—20. PMID 8905729. doi:10.1016/S0304-3940(96)13060-3.
- André E; Conquet F; Steinmayr M;  . (1998). „Disruption of retinoid-related orphan receptor beta changes circadian behavior, causes retinal degeneration and leads to vacillans phenotype in mice.”. Embo J. 17 (14): 3867—77. PMID 9670004. doi:10.1093/emboj/17.14.3867.
- Greiner EF; Kirfel J; Greschik H;  . (2000). „Differential ligand-dependent protein-protein interactions between nuclear receptors and a neuronal-specific cofactor.”. Proc. Natl. Acad. Sci. U.S.A. 97 (13): 7160—5. PMID 10860982. doi:10.1073/pnas.97.13.7160.
- Gawlas K, Stunnenberg HG (2001). „Differential binding and transcriptional behaviour of two highly related orphan receptors, ROR alpha(4) and ROR beta(1).”. Biochim. Biophys. Acta. 1494 (3): 236—41. PMID 11121580.
- Gawlas K, Stunnenberg HG (2001). „Differential transcription of the orphan receptor RORbeta in nuclear extracts derived from Neuro2A and HeLa cells.”. Nucleic Acids Res. 29 (16): 3424—32. PMID 11504880. doi:10.1093/nar/29.16.3424.
- Stehlin C; Wurtz JM; Steinmetz A;  . (2001). „X-ray structure of the orphan nuclear receptor RORbeta ligand-binding domain in the active conformation.”. Embo J. 20 (21): 5822—31. PMID 11689423. doi:10.1093/emboj/20.21.5822.
- Sumi Y; Yagita K; Yamaguchi S;  . (2002). „Rhythmic expression of ROR beta mRNA in the mice suprachiasmatic nucleus.”. Neurosci. Lett. 320 (1-2): 13—6. PMID 11849752. doi:10.1016/S0304-3940(02)00011-3.
- Strausberg RL; Feingold EA; Grouse LH;  . (2003). „Generation and initial analysis of more than 15,000 full-length human and mouse cDNA sequences.”. Proc. Natl. Acad. Sci. U.S.A. 99 (26): 16899—903. PMID 12477932. doi:10.1073/pnas.242603899.
- Stehlin-Gaon C; Willmann D; Zeyer D;  . (2003). „All-trans retinoic acid is a ligand for the orphan nuclear receptor ROR beta.”. Nat. Struct. Biol. 10 (10): 820—5. PMID 12958591. doi:10.1038/nsb979.
- Humphray SJ; Oliver K; Hunt AR;  . (2004). „DNA sequence and analysis of human chromosome 9.”. Nature. 429 (6990): 369—74. PMID 15164053. doi:10.1038/nature02465.

## Spoljašnje veze
- orphan+nuclear+receptor+ROR-beta на 